# María de la Cruz

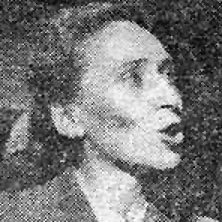
María De la Cruz.

María de la Cruz Toledo (sinh ngày 18 tháng 9 năm 1912 – mất ngày 1 tháng 9 năm 1995) là một nhà hoạt động chính trị cho Quyền bầu cử của phụ nữ, một nhà báo, một nhà văn, và một nhà bình luận chính trị người Chile. Năm 1953, bà trở thành người phụ nữ đầu tiên được bầu vào Thượng viện Chile.

## Những năm đầu
sinh ra ở Chimbarongo, Chile, là con gái của Marco Aurelio de la Cruz và Edicia Toledo. Bà học tại Colegio Rosa de Santiago Concha và Liceo Nº5 tại Santiago. Từ khi còn rất trẻ, bà đã viết văn và thơ. Bà xuất bản một cuốn sách thơ (Transparencias de un Alma), vào năm 1940 và một cuốn tiểu thuyết ngắn (Alba de Oro) vào năm 1942. Bà cũng là nhà xuất bản và biên tập viên của tạp chí Luz y sombra (Ánh sáng và bóng tối), dành riêng cho việc thúc đẩy văn hóa và hiểu biết của người mù. Với tư cách là một nhà báo đài phát thanh, bà đạt được thành công lớn khi tạo nên tên tuổi cho mình trong Radio "Nuevo Mundo", nơi mà chương trình tạp chí hàng ngày María de la Cruz habla (María de la Cruz Speaks Out) của bà là một thành công lớn.

## Sự nghiệp chính trị
Thông qua chương trình phát thanh và các bài viết của mình, bà tập trung vào việc gia tăng sự tham gia vào chính trị của phụ nữ và phơi bày cuộc đấu tranh của phụ nữ Chile để có quyền bầu cử. Vào năm 1946, de la Cruz thành lập Đảng Nữ giới Chile. Những hành động này là đỉnh cao của một cuộc đấu tranh kéo dài bắt đầu vào năm 1913 và kết thúc vào năm 1949, khi Tổng thống Gabriel González Videla ký luật đã trao quyền bỏ phiếu trong tất cả các cuộc bầu cử cho phụ nữ ở Chile.